# Abraxas consputa
Abraxas consputa är en fjärilsart som beskrevs av Max Joseph Bastelberger 1909. Abraxas consputa ingår i släktet Abraxas och familjen mätare. Inga underarter finns listade i Catalogue of Life.

## Bildgalleri

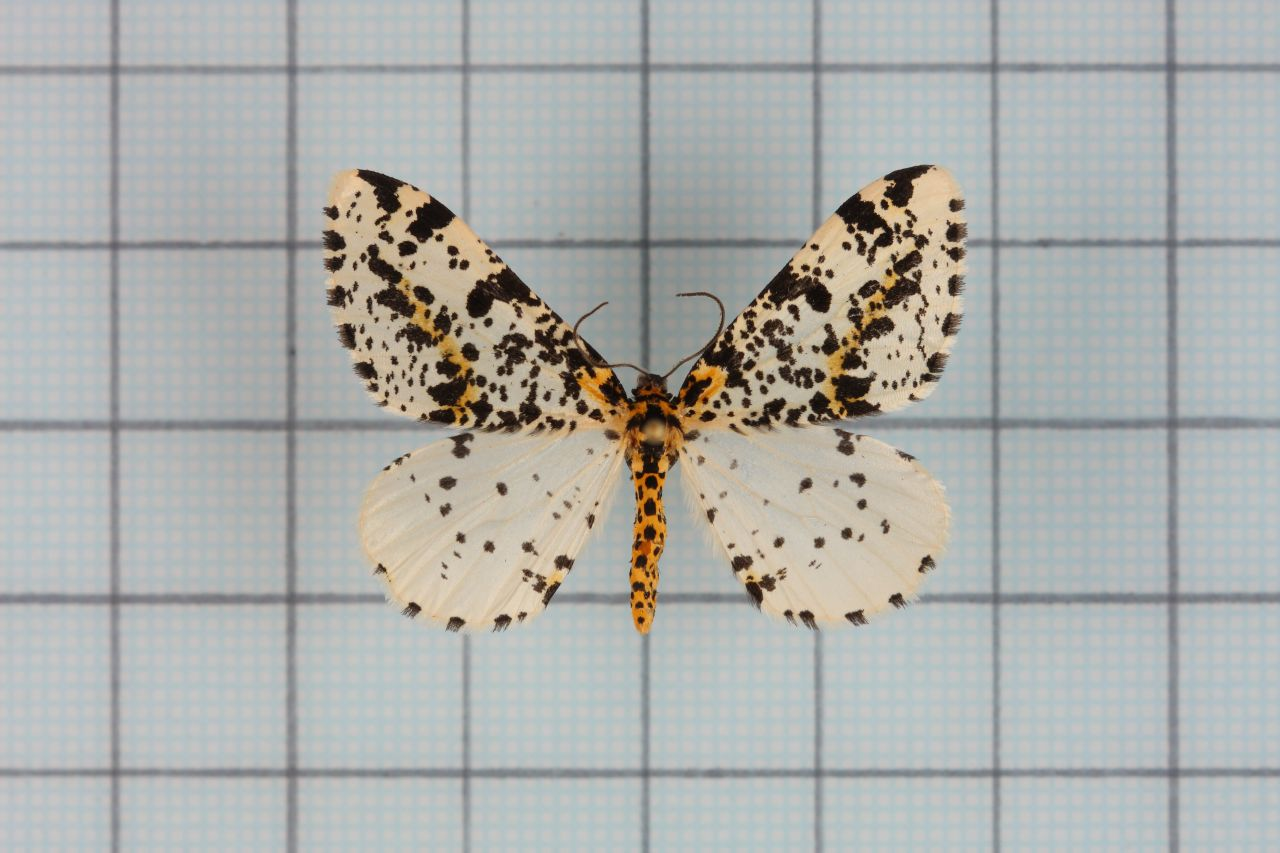